# Eureka Springs
Eureka Springs – miasto w Stanach Zjednoczonych, w stanie Arkansas, w hrabstwie Carroll.